# Liste der Naturdenkmale in Gielert
Die Liste der Naturdenkmale in Gielert nennt die im Gemeindegebiet von Gielert ausgewiesenen Naturdenkmale (Stand 11. März 2024).

## Naturdenkmale
| Nr.         | Bezeichnung | Lage                             | Beschreibung                                                                                                  | Bild                                    |
| ----------- | ----------- | -------------------------------- | --- | --------------------------------------- |
| ND-7231-452 | Eiche       | Zur Heide, gegenüber Nr. 11 Lage | Quercus sp.; zwischen 1600 und 1700 gekeimt; 16 m hoch bei 3,85 m Brusthöhenumfang und 18 m Kronendurchmesser | Direkt Bild zu diesem Denkmal hochladen |

## Ehemalige Naturdenkmale
| Nr. | Bezeichnung | Lage                                                       | Beschreibung                                 | Bild                                    |
| --- | ----------- | ---------------------------------------------------------- | -------------------------------------------- | --------------------------------------- |
|     | Eiche       | südlich des Ortes an der Kreuzung von B 327 und L 155 Lage | Quercus sp.; Rechtsverordnung aufgehoben     | Direkt Bild zu diesem Denkmal hochladen |
|     | Eiche       | nordwestlich des Ortes oberhalb der L 155 Lage             | Quercus sp.; Rechtsverordnung aufgehoben     | Direkt Bild zu diesem Denkmal hochladen |
|     | Buche       | südlich des Ortes                                          | Fagus sylvatica; Rechtsverordnung aufgehoben | Direkt Bild zu diesem Denkmal hochladen |